# 카리브족

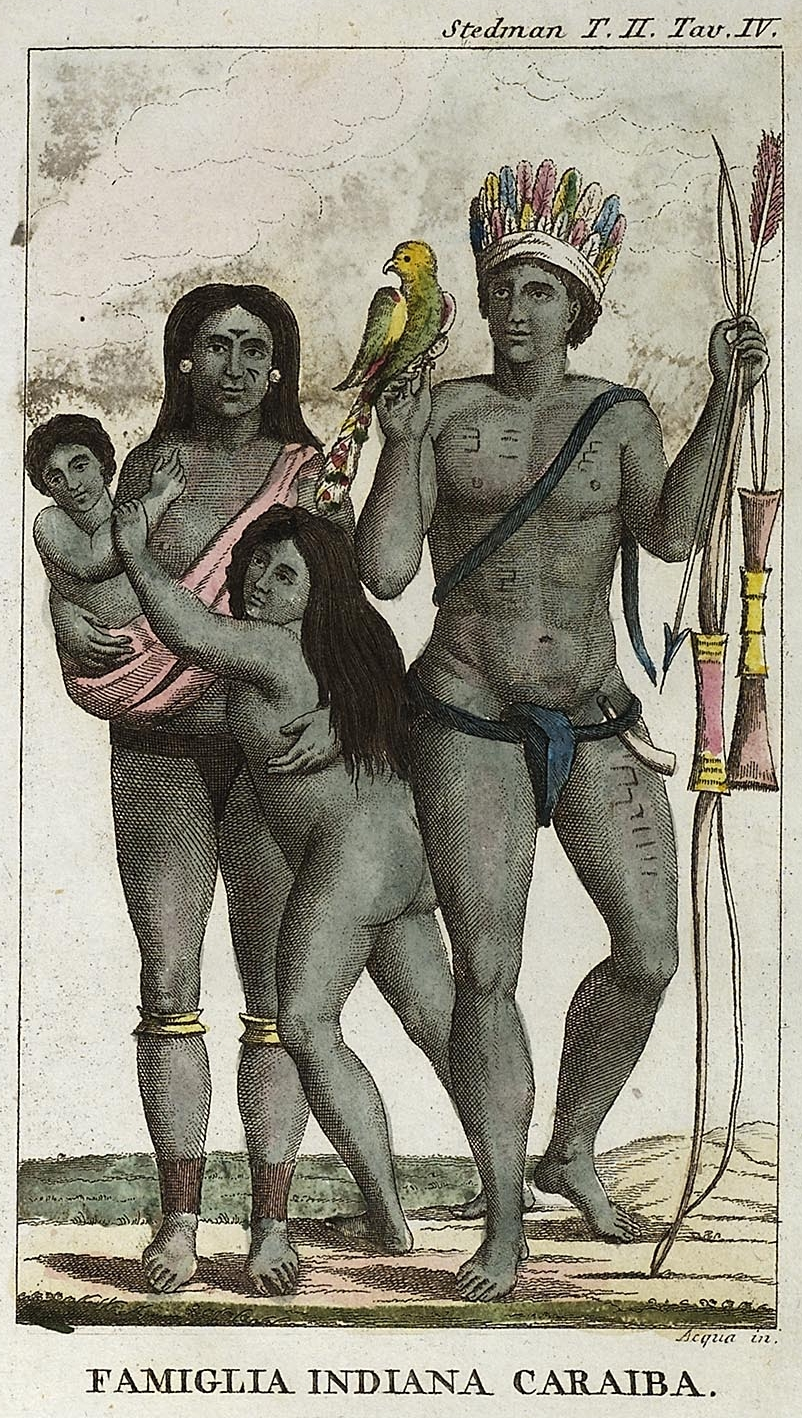
카리브인 가족

칼리나고족(Kalinago) 또는 도서 카리브족(Island Caribs)이나 카리브족(Carib)은 소앤틸리스 제도에 거주하던 아메리카 원주민족이다. 스페인인들과 조우할 당시 이들은 소안틸레스 제도와 남아메리카 해안 지대에 걸친 넓은 지역에 걸쳐 살았다. 카리브해라는 이름은 이들로부터 비롯된 것이다.
이들은 전통적인 카리브어와 함께 혼성어를 사용했으나, 이들의 타 부족에 대한 침략행위로 인해 대규모의 아라와크족 여성들이 카리브족 내로 유입되었고, 때문에 정작 여성들은 카리브어 대신 아라와크어를 사용하는 경우가 대부분이다.
이들의 기원에 관해서는 불확실한 점이 많다. 과거 인접한 남아메리카 북부 해안지대의 칼리나족(본토 카리브족)이 같은 민족으로 여겨져 마찬가지로 "카리브족"이라고 불렸으나, 언어적으로 도서 지역 카리브족은 아라와크어족에 속하는 카리브어를 사용한 데 반해 대륙 지역의 카리브족은 카리브어족에 속하는 칼리나어를 사용하였다. 본래 이들은 남아메리카 본토로부터 건너와 이녜리(Igneri)라는 타이노족 계통 원주민을 몰아내고 섬들을 정복했다고 전해져 왔는데, 오늘날 여러 학자들은 언어 등의 증거로 보아 본토에서 온 카리브족이 본래 살던 인구를 몰아내지 않고 언어도 받아들이며 문화적으로만 동화시킨 것일 가능성이 높다고 추정한다.

## 역사
방사성 연대 측정법에 따르면 카리브족은 서기 1,200년경 오리노코강 부근으로부터 카리브 제도로 이주해 온 것으로 추정된다.
카리브족은 카리브 제도의 동부 타이노족과 교류해 왔다. 카리브인들은 포리세 데 레온이 타이노족 영토 내에서 발견한 은을 생산하는 일을 했다. 인디언 섬 주민들 중 금을 캐는 사람은 없었으나, 대륙과의 교역을 통해 금을 얻을 수 있었다. 또 카리브인들은 숙련된 해양민족으로써, 바다를 건너 타 부족과 전쟁을 벌여 정복하고 그 대가를 받아내기도 했다.
콜럼버스가 서인도 제도에 도착한 1492년 이래 수백 년간 카리브족 공동체는 유럽인과의 분쟁, 학살, 추방, 그리고 카리브 제도의 선주민이었던 타이노족과의 융화 등으로 인해 와해되어 갔다. 이들의 인명 손실에 전쟁만큼이나 큰 피해를 주었던 것이 질병으로, 유럽에서 들어온 질병에 면역력이 없었던 카리브인들이 수없이 죽어갔다. 살아남은 부족민들도 식민 통치기간 동안 대부분 융화되어, 도미니카 공화국 내 보존된 몇 개의 거주지에 사는 사람들을 제외하면 대부분 사라졌다. 현재 카리브족은 소수만이 생존해 있으며, 대부분이 도미니카 공화국의 북동쪽에 거주하고 있다.

## 같이 보기
- 카리브어족
- 가리푸나족
- 칼리나족